# Coletivo Raiz & Cipó
Coletivo Raiz & Cipó é formado de pesquisadores, biólogos, produtores rurais, bambuzeiros  e produtores culturais mineiros. O projeto foi iniciado no ano de 2018 após um evento gastronômico sobre a culinária do Cerrado, recebendo representantes da agroecologia, permacultura, do Cefet-MG e do movimento Slow Food na Serra do Cipó. Após as visitas técnicas e um levantamento de dados nos sete municípios do Circuito Turístico Parque Nacional da Serra do Cipó, foi publicado o livro de receitas "Natureza do Sabor" e informações de turismo comunitário. No mesmo ano o Coletivo iniciou uma parceria com empresas de turismo local  para recompensar as emissões de CO2 durante viagens via reflorestamento com Bambu Dendrocalamus e arvores do Cerrado. 
Em 2019 organizaram o II. Festival Natureza do Sabor , com um foco ainda maior na sustentabilidade, na cultura popular e nas plantas nativas da Serra do Espinhaço. No mesmo ano foi implementado um viveiro com mudas do Cerrado e do banco de sementes crioulas, e o Coletivo iniciou seu primeiro ciclo de oficinas e vivências com a oficina “Técnicas básicas em Bambuzeria” e a “Vivência eco-gastronômica”, além da organização da feira mensal Frutos da Serra, no espaço cultural do coletivo em São José da Serra.
Em 2020 o Coletivo articulou um aporte financeiro da biomimicry.net, principal consultoria em biomimética do mundo, para a bioconstrução da casa de Coco Macaúba da Associação Amanu, e foi convidado para escrever uma artigo no livro de receitas Travel to Brazil The Cookbook  em inglês (ISBN 978-6-5001-2866-6). 
Em 2021 o trabalho do Coletivo recebeu o Prêmio do fundo internacional The Pollination Project  pelo seu projeto de geração de renda para jovens e mulheres “Trançado & Enraizado – Bambu, Renda e Autogestão”, nas comunidades rurais de Jaboticatubas, e iniciou o plantio de 2.000 mudas do Cerrado  em parceria com o CBH Rio das Velhas e a Agência Peixe Vivo.